# Make Mine Music
Make Mine Music là bộ phim hoạt hình dạng tuyển tập năm 1946 của Hoa Kỳ do Walt Disney sản xuất và được phát hành tới các rạp vào ngày 20 tháng 4 năm 1946. Đây là bộ phim hoạt hình chiếu rạp thứ 8 trong series Walt Disney Animated Classics.
Trong chiến tranh thế giới thứ hai, phần lớn nhân viên của Walt Disney bị gọi tham gia vào quân đội, số còn lại được chính phủ Mỹ yêu cầu làm các bộ phim tuyên truyền và huấn luyện phục vụ chiến tranh. Do vậy, lúc bấy giờ tại hãng Walt Disney tràn ngập các ý tưởng cốt truyện còn dang dở. Để giữ bộ phận sản xuất phim chiếu rạp tiếp tục tồn tại qua thời kỳ khó khăn này, hãng phim đã phát hành sáu bộ phim dạng tuyển tập trong đó có phim này, mỗi phim lại bao gồm nhiều đoạn phim nhỏ nội dung không liên quan tới nhau được kết hợp với âm nhạc. Đây là bộ phim tuyển tập thứ ba như vậy, sau Saludos Amigos và The Three Caballeros. Make Mine Music nhận được đánh giá từ trung bình đến tích cực từ giới phê bình, mặc dù phim nhỏ đầu tiên trong tuyển tập, The Martins and the Coys, bị chỉ trích vì có quá nhiều yếu tố bạo lực. Phim được trao giải tại Liên hoan phim Cannes 1946.
Đạo diễn âm nhạc của phim là Al Sack.

## Các đoạn phim
Phim này gồm mười đoạn phim nhỏ, như đã nhắc tới ở trên.

### The Martins and the Coys
Đoạn phim này nói về một nhóm hát trên đài phát thanh tên là King's Men. Họ hát về mối thù kiểu Hatfield và McCoy trên một ngọn núi bị gãy làm đôi khi hai người đứng ở hai bên núi đem lòng yêu nhau. Bản phim NTSC phát hành tại các gia đình đã được biên tập lại bởi nó có một số cảnh quá bạo lực cho trẻ em, nhưng trong bản PAL lại không bị cắt.

### Blue Bayou
Phim nhỏ này là phần hoạt hình ban đầu vốn định dùng cho phim Fantasia, trongđó có sử dụng bản nhạc Clair de Lune trích từ tác phẩm Suite bergamasque của Claude Debussy. Phim nói về hai con có bay qua vùng Everglades trong một đêm sáng trăng. Tuy nhiên, khi phát hành Make Mine Music, Clair de Lune bị thay bằng một ca khúc mới có tên là Blue Bayou, do ca sĩ Ken Darby trình bày. Tuy nhiên, bản gốc trên vẫn còn tồn tại đến ngày nay.

### All the Cats Join In
Đây là một trong hai phân cảnh có sự tham gia của Benny Goodman: một cảnh quay hiện đại trong đó có một chiếc bút chì đang vẽ các hình ảnh hành động như đang xảy ra thật, và khi đó, thập niên 1940 giới thiếu niên bị hút hồn bởi nhạc pop.

### Without You
Đoạn phim này là một bản ballad về tình yêu tan vỡ, do ca sĩ Andy Russell thể hiện.

### Casey at the Bat
Đoạn phim này kể về Jerry Colonna, đang đọc lại bài thơ cũng có tên là "Casey at the Bat" của Ernest Thayer, nói về một vận động viên chơi bóng kiêu ngạo và chính tính kiêu ngạo đó đã làm hại anh ta.

### Two Silhouettes
Đoạn phim này nói về hai vũ công ba-lê (người đóng), David Lichine và Tania Riabouchinskaya, với các cảnh quay hai chiếc bóng của họ với phông nền và các nhân vật hoạt hình. Dinah Shore thể hiện ca khúc chủ đề.

### Peter and the Wolf
Đoạn phim này là phiên bản kịch hoạt hình của bản nhạc năm 1936 do Sergei Prokofiev sáng tác, với phần dẫn chuyện cho diễn viên Sterling Holloway đảm nhận. Một chàng trai người Nga tên là Peter vào rừng săn sói với những người bạn động vật của mình: một con chim tên là Sasha, một con vịt tên là Sonia, và một con mèo tên là Ivan. Mỗi nhân vật lại được thể hiện bằng một nhạc cụ đặc trưng riêng.

### After You've Gone
Đoạn phim này một lần nữa nói về Benny Goodman và Goodman Octet trong vai tám nhạc cụ được nhân hoá (Dương cầm, Contrabass, Drum kit, Clarinet, Trumpet, Trombone, Alto Sax, Tenor Sax) trong khi chúng diễu hành qua một sân chơi trong tiếng nhạc.

### Johnnie Fedora and Alice Blue Bonnet
Đoạn phim này kể câu chuyện tình giữa hai chiếc mũ đem lòng yêu nhau trong một cửa hiệu tạp hoá. Khi Alice bị bán đi, Johnnie quyết tâm đi tìm lại cô. Cuối cùng, nhờ may mắn họ đã gặp lại nhau và sống hạnh phúc mãi mãi bên nhau. The Andrews Sisters thể hiện các ca khúc. Cũng như các phân đoạn khác, sau này nó được phát hành tại các rạp vào ngày 21 tháng 5 năm 1954.

### The Whale Who Wanted to Sing at the Met
Một cái kết đủ cả vui buồn cho phim, kể về một con cá nhà táng có tài năng ca hát tuyệt vời và luôn mơ ước được hát Grand Opera. Một huyền thoại được lan truyền khắp thành phố rằng có một con cá voi biết hát opera, nhưng khi câu chuyện ấy tưởng chừng như đã bị bác bỏ, thì người ta lại cho rằng con cá voi đã ăn thịt một ca sĩ opera và tiếng hát của cô ấy mới là những gì các thủy thủ nghe thấy.

## Diễn viên
| Diễn viên             | Vai                                                                     |
| --------------------- | ----------------------------------------------------------------------- |
| Nelson Eddy           | Người kể chuyện, các nhân vật (The Whale Who Wanted to Sing at the Met) |
| Dinah Shore           | Ca sĩ (Two Silhouettes)                                                 |
| Benny Goodman         | Nhạc sĩ (All the Cats Join In/After You've Gone)                        |
| The Andrews Sisters   | Ca sĩ (Johnnie Fedora and Alice Bluebonnet)                             |
| Jerry Colonna         | Người kể chuyện (Casey at the Bat)                                      |
| Sterling Holloway     | Người kể chuyện (Peter and the Wolf)                                    |
| Andy Russell          | Ca sĩ (Without You)                                                     |
| David Lichine         | Diễn viên múa (Two Silhouettes)                                         |
| Tania Riabouchinskaya | Diễn viên múa (Two Silhouettes)                                         |
| The Pied Pipers       | Ca sĩ                                                                   |
| The King's Men        | Ca sĩ (The Martins and the Coys)                                        |
| The Ken Darby Chorus  | Ca sĩ (Blue Bayou)                                                      |